# 比利時在歐洲青少年歌唱大賽之歷年表現
比利時在歐洲青少年歌唱大賽的參賽歷史始於在丹麥哥本哈根舉辦的2003年首屆歐洲青少年歌唱大賽，到 2012年最後一次參賽為止已參加了10次大賽。歐洲廣播聯盟（EBU）正式會員比利時法語社群廣播電視（RTBF）與弗拉芒廣播電視公司（VRT）共同負責該國的主辦、選拔與參賽事宜。比利時使用自己的國家選拔賽《Junior Eurosong》和《Eurokids》挑選參賽人選。比利時還在哈瑟尔特的伊西亞斯競技場舉行2005年的大賽。

## 歷史

### 國家選拔賽
比利時是16個參加在丹麥哥本哈根会展中心舉辦的2003年首屆歐洲青少年歌唱大賽的國家之一。和在歐洲歌唱大賽的處理方式一樣，由於比利時有兩個EBU會員—服務瓦隆大区和法語社群的的RTBF與服務弗拉芒大區與荷蘭語社群的VRT—，因此兩者會輪流處理比利時的選手選拔與參賽事宜，比如2003年時由VRT負責處理，於是他們送出X!NK樂團和他們的荷蘭語歌曲〈友誼羈絆〉（De vriendschapsband）出賽，到了2004年時輪到RTBF接手處理，於是他們送出自由之魂樂團（Free Spirits）和他們的法語歌曲〈堅持〉（Accroche-toi）出賽。
2005年標誌著輪流制度上的改變：由於兩家廣播公司要合作處理即將在比利時哈瑟尔特舉辦的2005年歐洲青少年歌唱大賽，雙方都組織了一場地區選拔賽，從中各選六首歌晉級全國選拔賽，最終選出獲勝者—從RTBF方晉級來的琳賽·達南和她的歌曲〈我的夢想〉（Mes rêves）—代表比利時參加大賽。雖然2006年回歸了輪流制度，但隨著RTBF與瓦隆大區方對歐洲青少年歌唱大賽失去興趣而決定不再負責，因此自2006年起，比利時所有歐洲青少年歌唱大賽的選拔和參賽事宜以及權力都由VRT掌控。
雖然VRT是一家荷蘭語的廣播公司，他們還是會允許幾首法語歌曲參加國家選拔賽。然而自2006年以來，所有比利時的參賽歌曲都使用荷蘭語。2010年，比利時自開始參賽以來首次派出二人組。比利時也是第一個確認參加2011年和2012年歐洲青少年歌唱大賽的國家。

### 退出大賽
2013年3月26日，VRT宣布比利時將退出2013年的大賽，以便在比利時推出一個針對年輕表演者的新節目，然而他們還是舉辦了一場名為《Wie wordt Junior?》的國家選拔賽節目，由當時14歲的彼得·弗雷斯（Pieter Vreys）贏得。2013年12月20日，VRT旗下的佛蘭德兒童頻道（Ketnet）宣布他們不再對歐洲青少年歌唱大賽感興趣，並決定不再繼續參加。

## 參賽者
以下參賽歌手/團體以及歌曲的中文名稱皆非官方中譯。
| 年份          | 參賽選手                                                     | 歌曲                                           | 語言         | 排名     | 得分     |
| ------------- | ------------------------------------------------------------ | ---------------------------------------------- | ------------ | -------- | -------- |
| 2003年        | X!NK                                                         | 〈友誼羈絆〉 〈De vriendschapsband〉           | 荷蘭語       | 6        | 83       |
| 2004年        | 自由之魂樂團 Free Spirits                                    | 〈堅持〉 〈Accroche-toi〉                      | 法語         | 10       | 37       |
| 2005年        | 琳賽·達南 Lindsay Daenen                                     | 〈我的夢想〉 〈Mes rêves〉                     | 法語         | 10       | 63       |
| 2006年        | 索爾！ Thor!                                                 | 〈穿越黑暗之旅〉 〈Een tocht door het donker〉 | 荷蘭語       | 7        | 71       |
| 2007年        | 信任樂團 Trust                                               | 〈不一樣〉 〈Anders〉                          | 荷蘭語       | 15       | 19       |
| 2008年        | 奧利弗·西蒙斯 Oliver Symons                                  | 〈閉嘴〉 〈Shut Up〉                           | 荷蘭語       | 11       | 45       |
| 2009年        | 蘿拉·歐姆魯普 Laura Omloop                                   | 〈好喜歡〉 〈Zo verliefd (Yodelo)〉            | 荷蘭語       | 4        | 113      |
| 2010年        | 吉兒·范沃倫和蘿倫·德魯伊克 Jill Van Vooren & Lauren De Ruyck | 〈起來！〉 〈Get Up!〉                         | 荷蘭語、英語 | 7        | 61       |
| 2011年        | 范可·維斯丘倫 Femke Verschueren                              | 〈再親一次〉 〈Een kusje meer〉                | 荷蘭語       | 7        | 64       |
| 2012年        | 法比安·費亞爾茨 Fabian Feyaerts                              | 〈阿布拉卡達布拉〉 〈Abracadabra〉             | 荷蘭語       | 5        | 72       |
| 2013年–2024年 | 沒有參賽                                                     | 沒有參賽                                       | 沒有參賽     | 沒有參賽 | 沒有參賽 |

### 選手相片集

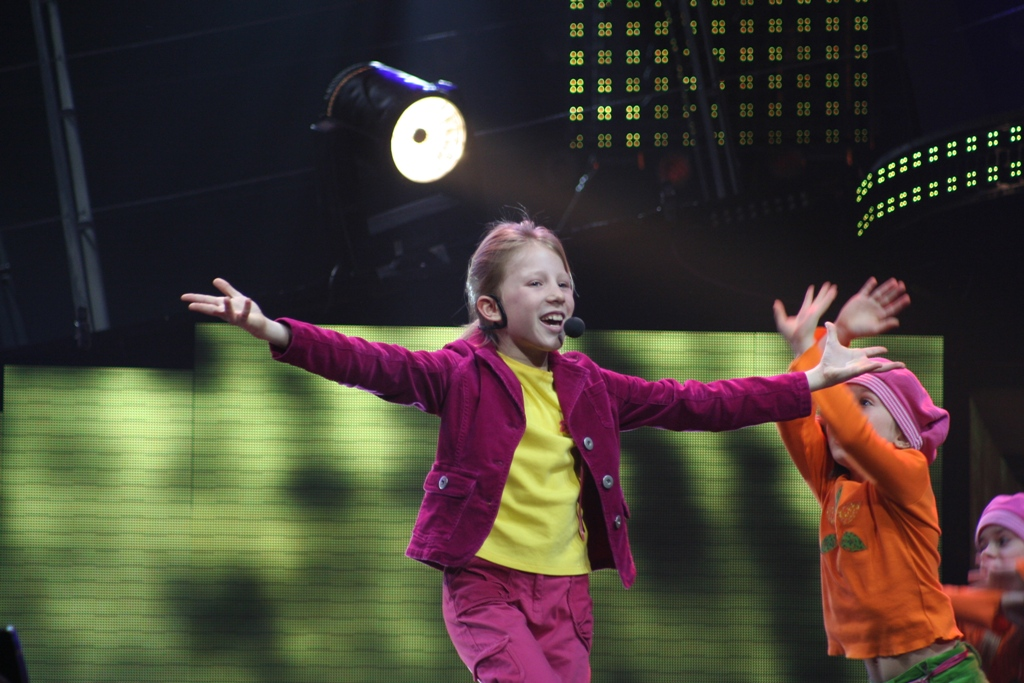
琳賽在哈瑟尔特（2005）
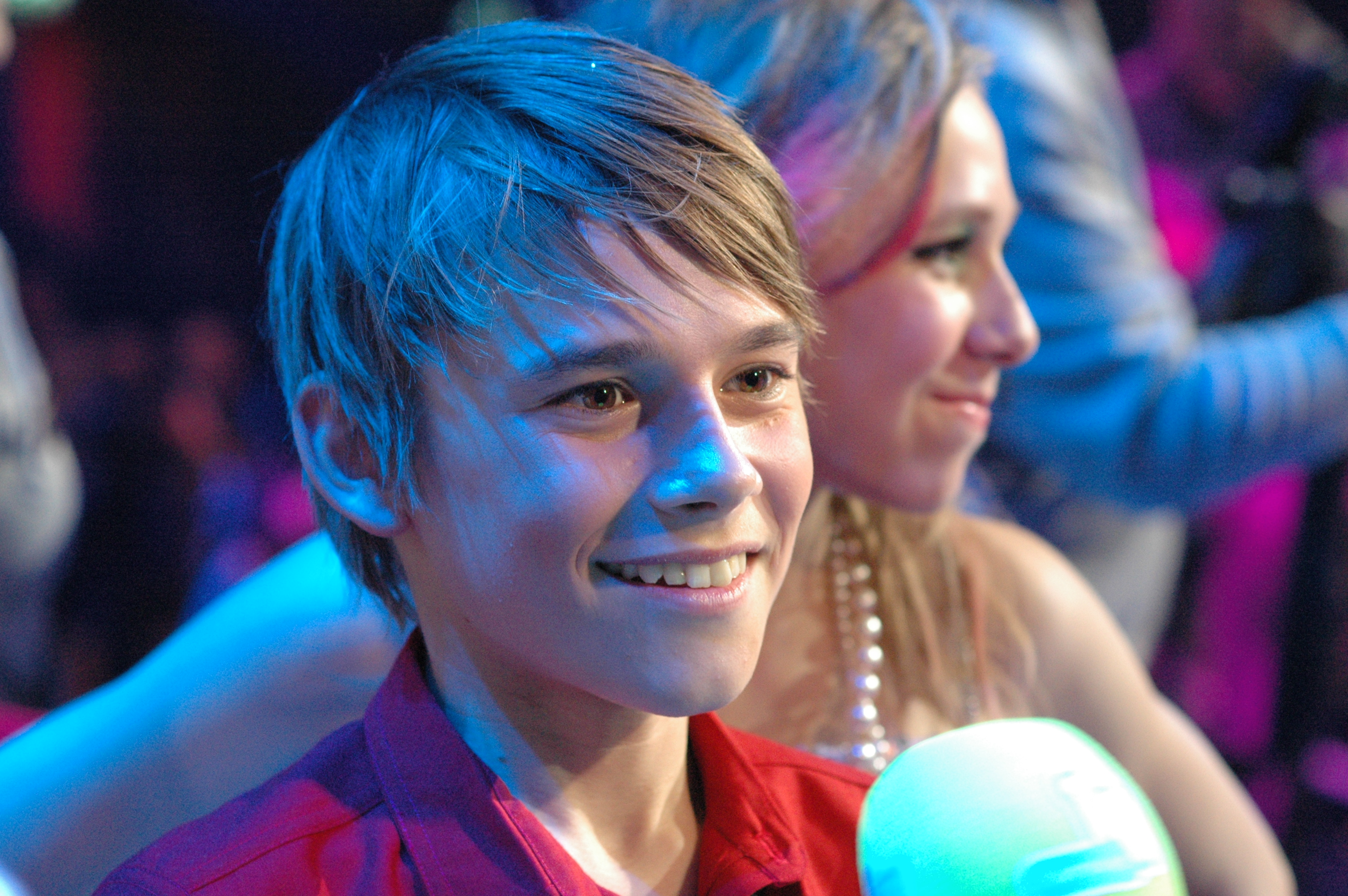
法比安在阿姆斯特丹（2012）

## 評論員與唱票員
大賽透過官方網站junioreurovision.tv和YouTube在網路上向全世界進行轉播。2015年大賽在官網上的轉播甚至有官網總編路克·費雪（Luke Fisher）和保加利亞2011年歐洲青少年歌唱大賽代表伊凡·伊萬諾夫以英語擔任評論員。RTBF和VRT每次參賽也會派出自己的評論員去大賽現場來各自提供國內觀眾法語和荷蘭語解說，同時也會派出一位唱票員來宣讀比利時給分。下表列出自2003年RTBF和VRT派出的評論員與唱票員。
| 年份          | VRT方評論員                                               | RTBF方評論員                        | 唱票員                                       |
| ------------- | --------------------------------------------------------- | ----------------------------------- | -------------------------------------------- |
| 2003年        | 伊爾斯·范·赫克（Ilse Van Hoecke）和巴特·皮特斯            | 科琳·布朗吉爾（Corinne Boulangier） | 茱蒂斯·布斯（Judith Bussé）                  |
| 2004年        | 伊爾斯·范·赫克和馬塞爾·范提爾特                           | 尚·路易·拉埃（Jean-Louis Lahaye）   | 亞歷山大·舍恩菲爾德（Alexander Schönfelder） |
| 2005年        | 伊爾斯·范·赫克和安德烈·維默倫                             | 尚·路易·拉埃（Jean-Louis Lahaye）   | 馬克斯·哥倫比                                |
| 2006年        | 伊爾斯·范·赫克和耶勒·克萊曼斯（Jelle Cleymans）           | 沒有轉播                            | 桑德·克利克（Sander Cliquet）                |
| 2007年        | 克莉絲汀·瑪斯（Kristien Maes）和班·羅蘭茨（Ben Roelants） | 沒有轉播                            | 巴布·布倫斯（Bab Buelens）                   |
| 2008年        | 克莉絲汀·瑪斯（Kristien Maes）和班·羅蘭茨（Ben Roelants） | 沒有轉播                            | 克洛伊·迪特勒森（Chloé Ditlefsen）           |
| 2009年        | 克莉絲汀·瑪斯（Kristien Maes）和班·羅蘭茨（Ben Roelants） | 沒有轉播                            | 奧利弗·西蒙斯                                |
| 2010年        | 克莉絲汀·瑪斯和湯姆·德·科克                               | 沒有轉播                            | 蘿拉·歐姆魯普                                |
| 2011年        | 克莉絲汀·瑪斯和湯姆·德·科克                               | 沒有轉播                            | 吉兒和蘿倫                                   |
| 2012年        | 愛斯特麗德·德米爾（Astrid Demeure）和湯姆·德·科克         | 沒有轉播                            | 范可·維斯丘倫                                |
| 2013年–2024年 | 沒有轉播                                                  | 沒有轉播                            | 沒有參賽                                     |

## 主辦情況
| 年份   | 地點     | 場館           | 主持人                     |
| ------ | -------- | -------------- | -------------------------- |
| 2005年 | 哈瑟尔特 | 伊西亞斯競技場 | 莫琳·路易和馬塞爾·范提爾特 |

## 註記和參考資料

### 註記
1. ↑  盡管所有歌詞都是荷蘭語，歌名是英語。
2. ↑  包含一句法語歌詞。